# خاندان سایتو
خاندان سایتو (به ژاپنی: 斎藤氏 Saitō-shi) یکی از خاندان‌های ژاپنی بود که مقر آن در ولایت اچیزن قرار داشت.
سایتو دوسان (۱۴۹۴–۱۵۵۶) پدر زن اودا نوبوناگا به وسیلهٔ پسرش سایتو یوشیتاتسو مورد حمله قرار گرفت و در نبرد کشته شد. سایتو تاتسواوکی پسر سایتو یوشیتاتسو در سال ۱۵۶۴ مورد حمله اودا نوبوناگا قرار گرفت و پس از شکست او این خاندان منقرض شد.